# Alexander Tarnavskyi
Oleksandr Heorhiiovych Tarnavskyi (ucraniano: Олександр Георгійович Тарнавський) es un general de brigada ucraniano que saltó a la fama durante la guerra ruso-ucraniana debido a su papel durante la contraofensiva en el sur de Ucrania en 2022 y 2023. Es el comandante del Grupo Operativo-Estratégico Tavria.

## Servicio militar
Tarnavskyi se convirtió en subcomandante del Comando Operacional Este (Unidad A1314) a mediados de 2022. Poco después, Tarnavskyi comandaría el grupo Sloboda. Tarnavskyi asumió más tarde el mando de Jersón, un grupo de tropas operativo-estratégico que estuvo activo tanto en la contraofensiva del sur de Ucrania de 2022 como en la posterior liberación de Jersón.
Ha comandado el grupo de fuerzas del Sur durante la contraofensiva ucraniana de 2023.
Según se informa, el Ministerio de Defensa de Ucrania está contemplando la destitución de Tarnavskyi debido a que su grupo de fuerzas no logró avances significativos durante la contraofensiva ucraniana de 2023.

## Premios
Tarnavskyi ha recibido la Orden de Bohdan Khmelnytsky tres veces.